# Výroba vína
Výroba vína, též vinifikace, představuje výrobní proces od zpracování vinných hroznů až po lahvování vína. Začíná sběrem, resp. výběrem ovoce, pokračuje jeho zkvašením na alkohol a končí plněním hotové kapaliny do lahví. Historie výroby vína je více než tisíciletá. Věda zabývající se vínem a výrobou vína se nazývá enologie. Producenti vína se označují jako vinaři. Pěstováním vína se zabývá zemědělské odvětví vinařství.

## Sběr hroznů
Základní surovinou pro výrobu vína je čerstvý révový hrozen. Sběr hroznů probíhá na našich vinicích od konce srpna (u raných odrůd) zhruba do konce listopadu (pozdní odrůdy).
Kvalita hroznů v okamžiku jejich sklizně představuje maximální potenciál vína, které z nich může být vyrobeno. Pak už záleží na každém vinaři, jakou část tohoto potenciálu dokáže do vína přenést. Pomocí dnešních technologií lze kdekoli, kde se pěstují kvalitní hrozny, vyrobit také kvalitní víno. Pokud se tak neděje, je to obvykle z důvodu kombinace nadměrných výnosů a nedokonalé výroby, dané špatnou technologií a vybavením nebo nedostatečnými znalostmi, anebo obojím.[zdroj?]

## Odzrnění
Dalším důležitým krokem po sklizni je oddělení třapin od bobulí. Tento proces se musí také provádět velice šetrně, protože v případě porušení jadérek v bobuli by se do vína dostaly nežádoucí hořké látky a proces výroby by byl už ve svém počátku pokažen. Takto upravené bobule s více či méně narušenou slupkou se nazývá rmut.

## Lisování
Rmut se poté lisuje. U červených vín se nechává prokvášet několik dní: 7-10 dní u lehčích vín a až 30 dní u těžších, plnějších vín. Během kvašení se do vína uvolňují ze slupek třísloviny a barviva. Optimální teplota tohoto procesu je kolem 29 °C. Pro maximální extrakci barevných pigmentů se musí tzv. rmutový klobouk ponořovat stále do moštu.
U bílých vín se může rmut lisovat téměř okamžitě, ale několik hodin se také nechává ve styku se slupkami, aby se do moštu uvolnilo větší množství aromatických látek.

## Kvašení (fermentace)
Je biochemický proces, při kterém se z hroznového cukru díky kvasinkám a jejich enzymům stává alkohol a oxid uhličitý. Chemický vzorec tohoto procesu je tento:

C6H12O6 → 2 C2H5OH + 2 CO2

cukr → alkohol + oxid uhličitý + teplo
Teplo a oxid uhličitý uniká do prostoru. Proces ustává, když se zásoby cukru vyčerpají nebo když úroveň alkoholu dosáhne stupně, která je pro enzymy kvasinek toxická. Nebo může být fermentace zastavena uměle, pomocí několika různých metod: teplo, oxid siřičitý, odstředivá filtrace, alkohol, tlak nebo oxid uhličitý.

## Jablečno-mléčná fermentace
Je biochemický proces, při kterém se mění kyselina jablečná na kyselinu mléčnou a oxid uhličitý. Provádí se proto, aby se změnila ostrá chuť kyseliny jablečné na daleko měkčí chuť kyseliny mléčné. Používá se zejména při výrobě červených vín a plnějších, bohatších a komplexnějších vín bílých.
Aby toto kvašení proběhlo, je nezbytná přítomnost bakterií mléčného kvašení. Ty se přirozeně nacházejí na slupkách hroznů spolu s kvasinkami a jinými mikroorganismy nebo se do vína přidávají. Pro splnění své úlohy potřebují prostředí s určitou teplotou, nízký obsah síry, ph faktor 3-4 a dodávku živin z hroznů.

## Školení vína
Další fází výroby vína je jeho školení. Nazývá se tak soubor operací, které provádí sklepmistr od lisování až po lahvování vína, a které mají za cíl zvyšování jeho kvality.
Jsou to zejména:

### Čiření
Čiření (krášlení) je jeden z technologických procesů, při kterém jsou pomocí přírodních čiřidel různé nečistoty nacházející se ve víně stlačovány ke dnu (sedimentace) nádoby. Při stáčení vína zůstávají všechny nečistoty a nežádoucí látky v nádobě a jsou následně odstraněny. Princip shlukování nečistot kolem čiřidla spočívá v opačném elektrickém náboji částic. K tomuto účelu se používají například bentonit se záporným nábojem, tanin také záporný, želatina a šlehaný vaječný bílek s kladným nábojem, atd.

### Filtrace
Filtrace vína je proces, jehož cílem je zbavit víno pevných částí. Je to operace, při které se oddělují zákalové částice od vína při průtoku pórovitou vrstvou filtračního materiálu. V sklepním hospodářství se používají dva typy filtrace: první je náplavová, kdy se na kovová síta naplaví filtrační materiál (většinou křemelina) a přes ně se pak filtruje víno, druhý typ je filtrace desková, kdy se víno filtruje přes celulózové desky.
U některých velkých červených vín je snaha plnit je do lahví bez jakéhokoli čiření. Spotřebitel by měl být upozorněn na to, že se během zrání bude na dně lahve tvořit usazenina.
Filtrace se provádí pomocí filtrů na víno. Principem je protékání vína přes překážku (filtr), na které se zachytí pevné části obsažené ve víně. Ostrost filtrace je úměrná velikosti otvorů filtru.

## Lahvování
Vybavení na lahvování se liší podle velikosti podniku. Menší vinaři ještě často používají ruční plničky. Lahve se plní jedna po druhé a potom se zátkují ruční zátkovačkou. Někteří větší výrobci zadávají tyto práce podnikům, které se na ně specializují. Ty mají většinou kvalitní vybavení a práci provedou perfektně. Další možnost je vlastní lahvovací linka, což ovšem vyžaduje další nemalou investici. Korková nebo jiná zátka nemá vliv na chuť vína.